# 눗타리정
눗타리정(沼垂町)은 니가타현 나카칸바라군에 있던 정이다. 1914년 4월 1일 니가타시와의 합병으로 소멸되어 현재는 니가타시 주오구와 히가시구의 일부가 되었다. 옛 눗타리의 구역은 현재의 주오구 히가시구(中央区東地区)와 히가시구 야마노시타(東区山ノ下)의 구역에 해당한다.
아래의 설명은 합병 직전 당시의 구 눗타리정에 대한 설명이며, 현재는 명칭 등이 다를 수 있다. 또한, 여기에 기술되지 않은 내용에 대해서는 니가타시 등의 기사를 참조.

## 역사

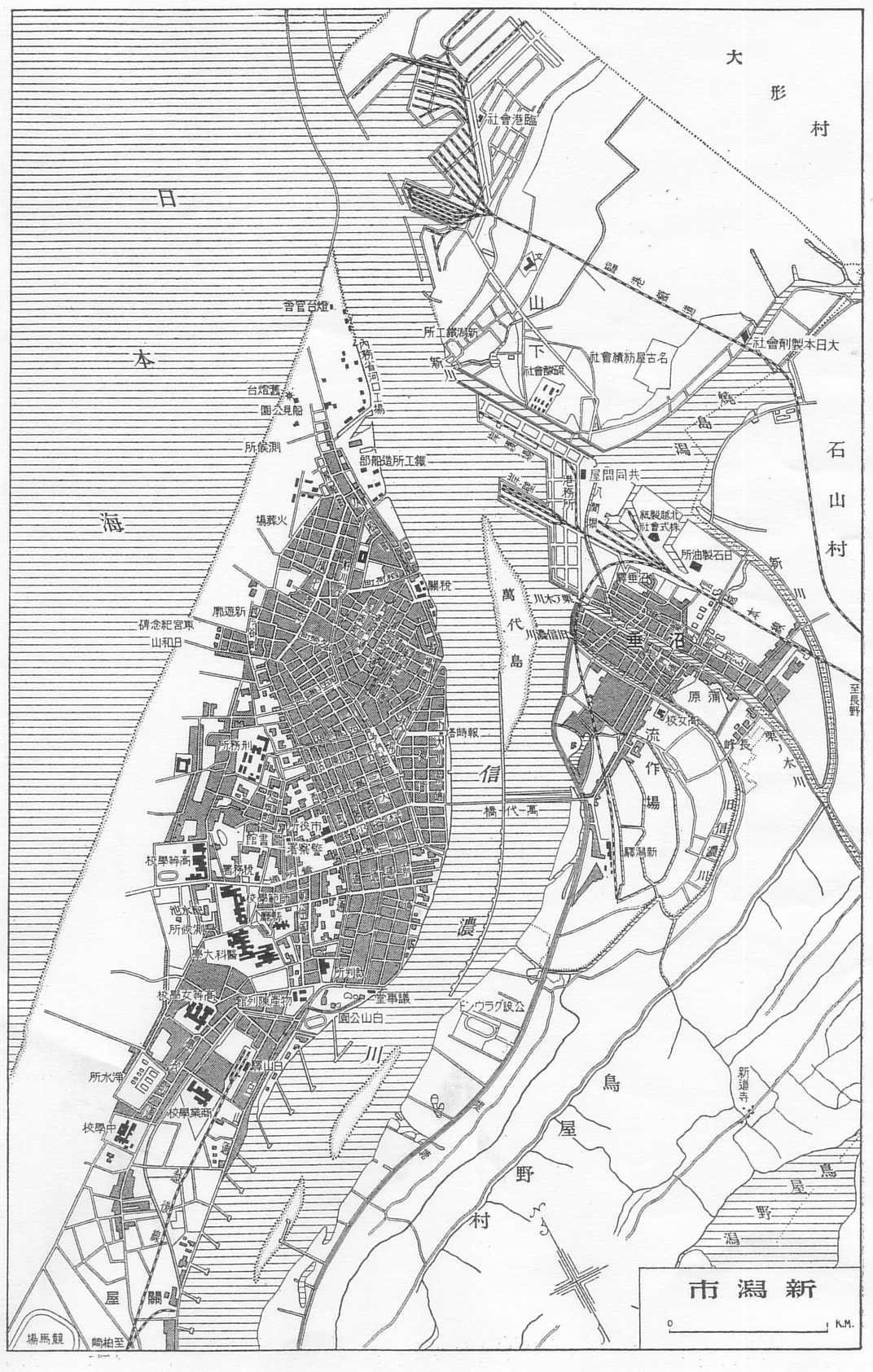
1930년니가타시 지도. 눗타리정이 니가타시에 편입 합병된 지 약 15년이 지난 시점이며, 누마타루의 시가지가 시나노강 오른쪽 강변에 위치해 있다.

1897년 후신인 신에쓰 본선의 호쿠에쓰 철도는 눗타리역이 개통되어 종착역이 되었다. 당초에는 니가타 시내에 종착역을 둘 예정이었으나, 시나노강을 건너기 위한 교량이 필요해 당시 회사로서는 어려움이 있었기 때문에 종착역은 눗타리역으로 결정되었다. 역의 개업에 있어 건너편 니가타시 측의 반발이 심해 철도 폭파 사건을 일으킬 정도였다. 폭파 사건은 1897년 11월 11일 새벽 3시에 발생했다. 눗타리정 정거장 구내의 기관차고, 화물창고, 신쿠리키강 철교를 폭파했다. 누마타루역은 1904년에 철도가 니가타역까지 연장될 때까지 종착역으로서의 지위를 유지했다.
메이지 이후에도 누사리정으로서는 앞서 언급한 호쿠에쓰 철도, 니가타항의 권익 등을 둘러싸고 니가타시와 오랫동안 대립을 반복해 왔다. 만다이바시 개통 이후 양측의 인적-물적 교류가 활발해지면서 상호간의 생활권은 점차 통합되었다. 또한 1907년 2월 2일 눗타리정에서 큰 화재가 발생했을 때 니가타시에서 만다이바시를 통해 증기 펌프가 소방 지원에 출동하는 등 상호 보완적인 관계도 구축되었다. 이듬해인 1908년 6월과 12월에 니가타 시장 주최로 니가타시와 눗타리의 합동 친목회가 열렸지만, 구체적인 합병 논의에는 이르지 못했고, 1914년 4월 1일 니가타시에 편입 합병되어 소멸했다. 당시 면적은 8.3km2.정도이다.
- 1889년 4월 1일 - 정촌제 시행에 수반해 나카칸바라군 눗타리정이 성립하였다.
- 1914년 4월 1일 - 니가타시에 편입되어 소멸하였다.

## 참고문헌
- 新潟市史編さん近代史部会『新潟市史 通史編3 近代(上)』新潟市史印刷共同企業体、1996年3月22日。
- 『新潟市合併町村の歴史〈第3巻〉中蒲原郡から合併した町村の歴史 上』新潟市、1980年3月31日。
- 沼垂定住三百年祭実行委員会『沼垂定住三百年記念誌ぬったり』文久堂、1984年10月27日。
- 『市町村名変遷辞典』東京堂出版、1990年。
- 角川日本地名大辞典 編纂委員会『角川日本地名大辞典 15 新潟県』(株)角川書店、1989年10月8日。ISBN 4-04-001150-3。
- 藤村誠『新潟の花街-古町芸妓物語』新潟日報事業社、2011年7月25日。